# Župnija Bučka
Župnija Bučka je rimskokatoliška teritorialna župnija Dekanije Leskovec Škofije Novo mesto.
Do 7. aprila 2006, ko je bila ustanovljena Škofija Novo mesto, je bila župnija del Nadškofije Ljubljana.
V župniji so postavljene Farne spominske plošče, na katerih so imena vaščanov iz okoliških vasi (Bučka, Dule, Gorenje Radulje, Jerman Vrh, Močvirje, Štrit, Zaboršt), ki so padli na protikomunistični strani v letih 1942-1945. Skupno je na ploščah 17 imen.

## Sakralni objekti
| #  | Slika                     | Cerkev             | Kraj            |
| -- | ------------------------- | ------------------ | --------------- |
| 1. | Klikni za spremembo slike | Cerkev sv. Matije  | Bučka           |
| 2. | Klikni za spremembo slike | Cerkev sv. Jurija  | Močvirje        |
| 3  | Klikni za spremembo slike | Cerkev sv. Martina | Bučka           |
| 4  | Klikni za spremembo slike | Cerkev sv. Mihaela | Dolenje Radulje |